# Operación Anillo (1991)
La Operación Anillo (en ruso: Операция Кoльцo, romanizado: Operatsia Koltsó) es el nombre en clave dado a la operación militar de mayo de 1991 conducida por las fuerzas de seguridad de la Unión Soviética y las unidades del OMON en la región de Shahumyan, zona norte del Óblast Autónomo de Nagorno Karabaj. El objetivo final de la operación era desarmar a las milicias locales proarmenias que pretendían una escisión de Azerbaiyán para después unirse a dicho país caucásico.
La operación implicó el uso de soldados soviéticos que contaron con la colaboración de una gran cantidad de vehículos militares, artillería y helicópteros.
Sin embargo, contrariamente a sus objetivos indicados, las tropas soviéticas y, sobre todo, los soldados de Azerbaiyán en el OMON atacaron a muchos de los armenios que vivían en las veinticuatro aldeas situadas en la zona de Shahumyan; intentando echarlos de sus hogares y deportarlos a otras zonas de Nagorno-Karabaj o de la República Socialista Soviética de Armenia. El periodista británico Thomas de Waal observó la Operación Anillo como una guerra civil, mientras que otros autores también se han referido a estas acciones comunes de la URSS y Azerbaiyán como un acto de limpieza étnica.

## Contexto
El movimiento militar de las etnias armenias en la zona de Nagorno-Karabaj había comenzado a finales de los años 1980 con el objetivo de separar la región de Azerbaiyán y unirla a la por entonces República Socialista Soviética de Armenia. En este país el movimiento estaba también muy extendido si bien solamente de manera pacífica. El gobierno de la república caucásica envió una carta a Moscú (capital de la URSS) pidiendo la anexión que fue rechazada casi de inmediato por el secretario general Mijaíl Gorbachov. Las demandas de unión de la zona vinieron predispuestas por las nuevas políticas como la perestroika, que intentaban liberalizar la economía soviética y dar más autonomía a las repúblicas de la Unión. Esta nueva doctrina favoreció la aparición de nacionalismos en la mayoría de las repúblicas, donde los autónomos y nacionalistas vieron la decadencia final de la URSS y una posibilidad para proclamar la tan ansiada independencia que se resistía desde tiempo atrás.
Así a finales de 1989 los partidos comunistas de Armenia, los países bálticos, Georgia y Azerbaiyán se encontraban muy debilitados. En Nagorno-Karabaj las relaciones intercomunales entre armenios y azeríes sufrieron un gran desgaste debido a la violencia y a los pogromos. El desmoronamiento soviético provocó una mayor inestabilidad. Para su autodefensa tanto los armenios como los azeríes se armaron con material soviético, normalmente obsoleto. Este rearme se produjo gracias a los grandes traslados de armamento a otras repúblicas en cuyo transporte se perdieron miles de rifles de asalto, armamento lanzacohetes y pistolas entre las cajas y los contenedores de los grandes almacenes de las montañas.
En prevención de un conflicto inminente que se precipitaría tras la caída final de la URSS, voluntarios armenios se reunieron en el enclave azerí creando patrullas contra las milicias azeríes. Cuando la noticia llegó a Moscú, Gorbachov se apresuró a declarar a estas organizaciones paramilitares ilegales y prohibiéndolas en un decreto en julio de 1990. A pesar de esta promulgación, estos grupos continuaron existiendo y lucharon activamente contra las milicias azeríes. La volatilidad de los ataques condujo al gobierno soviético a colocar unidades militares en la capital armenia (Ereván) y a lo largo de la frontera de Karabaj y Armenia.

## Orígenes del plan
En 1991, Gorbachov puso en marcha un referéndum por el cual las repúblicas soviéticas decidirían sobre su continuidad o no en la URSS. Armenia, Georgia y otras repúblicas deciden no realizar dicho referéndum mientras que Azerbaiyán lo realiza saliendo como resultado un rotundo sí a la continuidad dentro de la Unión Soviética (más del 92 %). Con este referéndum Azerbaiyán se hizo con el favor de Moscú y de Gorbachov, que a partir de ahora se decantaría por ayudar a este país contra las aspiraciones nacionalistas armenias. 
Así, se planteó un plan conjunto de escarmiento a las milicias cuyo nombre en clave fue Operación Anillo. El nombre Anillo viene dado por la maniobra envolvente sobre las ciudades de Getashen y de Martunashen, parte principal del plan. El objetivo después de la maniobra envolvente era bastante simple: tomar las aldeas casa por casa y tomar todas las municiones además de aplastar las guerrillas. Como apoyo a la ofensiva Gorbachov envió a la 4.ª División motorizada y a parte de la 23.ª División, ambos segmentos del 4.º Ejército. De los 20 000 habitantes de Shahumyan el 85 % eran de etnia armenia. Estos habitantes pidieron a las milicias que defendieran las poblaciones contra las incursiones azeríes si bien algunas se mantuvieron desmilitarizadas para evitar una más que posible destrucción.

## Transcurso de los hechos

### Primera operación

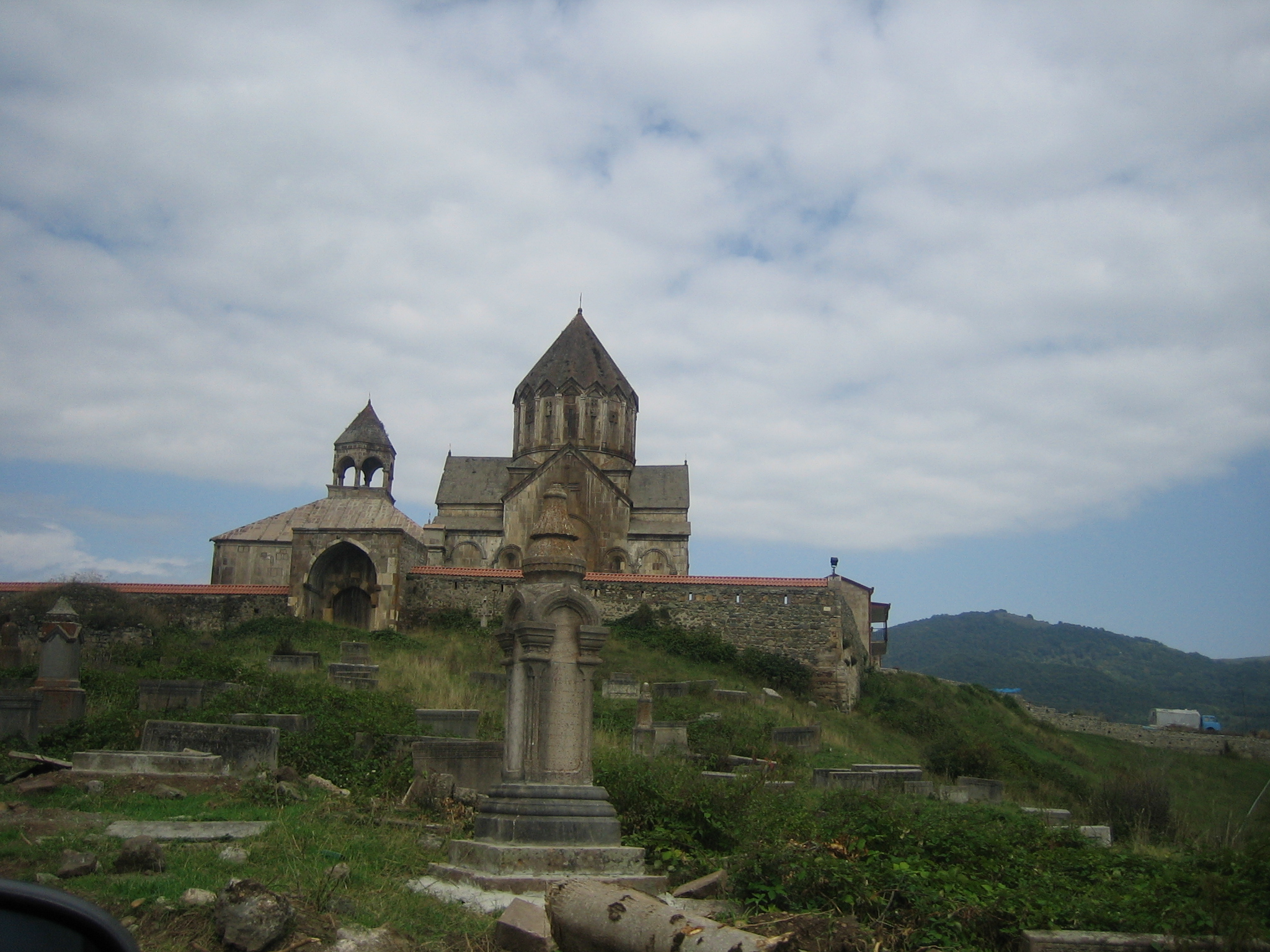
El monasterio en Gandzasar fue presentado como objetivo a destruir pero un oficial ruso declinó realizar un bombardeo sobre la posición.

El 30 de abril las tropas soviéticas y el OMON convergieron en Getashen y Martunashen, que estaban a aproximadamente veinticinco kilómetros al norte de Karabaj. Las tropas no se encontraron ningún tipo de resistencia por lo que avanzaron sin problemas. Acompañaban a las tropas terrestres un gran contingente de tanques, helicópteros, artillería y lanzacohetes. Mientras el ejército soviético se acercaba a las aldeas en Shahumyan los militares anunciaban sus acciones previstas con un altavoz y llamaban al orden y a que la población se identificara como ciudadanos soviéticos en un esfuerzo por mantener el orden a su paso. Por desgracia los que no mantuvieron dicho orden fueron los soldados azeríes que se dedicaron a sacar aldeanos de sus casas y a dispararles en plena calle. Las tropas también arrestaron adultos varones, a veces sin ningún tipo de prueba o evidencia, que fueron acusados de ser miembros de las milicias proarmenias. Además, si los aldeanos no respondían al ultimátum para identificarse sus casas e incluso la aldea entera era destruida por una descarga artillera.
Después de que las unidades soviéticas terminaran la operación en las zonas urbanas, pidieron una deportación de todos los armenios residentes en las dos ciudades atacadas, trasladándolos a la capital de la región, Stepanakert, para ser después deportados a Armenia. Las casas desocupadas serían ocupadas tras esto por los azeríes que habían huido los años anteriores procedentes de Armenia. La opinión pública protestó sobre la acción lanzada por las tropas soviéticas y sobre todo, sobre la excusa puesta para lanzarla, como es el decir que los aldeanos guardaban armas y protegían milicianos. El gobierno armenio se apresuró a protestar por el ataque y por los actos de violencia injustificable realizados por el OMON y el 4.º Ejército. La ofensiva continuó hasta la primera semana de mayo.

### Segunda operación
El 7 de mayo comenzó otra operación por parte de los mismos segmentos del 4.º Ejército soviético. Esta vez la acción se realizó en la ciudad armenia de Voskepar. Bajo el mismo pretexto que en la operación anterior las tropas del OMON atravesaron las fronteras de Armenia con tanques y helicópteros. Demandaban la entrega de supuestos militares que, en teoría, se encontraban asentados en esa zona. La operación fue conducida de manera similar pero con resultados más mortales. Además de las detenciones arbitrarias de veinte hombres en las ciudades que rodeaban Voskepar, un autobús que llevaba a treinta policías armenios fue atacado por los elementos de la 23.ª división, matando a once de ellos y siendo arrestados el resto. Las unidades del OMON también participaron en el pillaje y saqueo de pueblos de las afueras de Voskepar. También forzaron a salir de sus hogares a decenas de personas a las que obligaron a firmar un documento en el que declaraban que se marchaban libremente.
Esta operación tuvo un efecto mucho más grave en Armenia que consideró esta operación como un ataque a su integridad. El presidente de Armenia, Levon Ter-Petrosian, demandó una compensación al gobierno soviético por las agresiones recibidas, así como una compensación a los aldeanos expulsados de sus casas. Tras salir a la luz las atrocidades cometidas por el OMON una comisión de cuatro diputados viajó desde Moscú hasta Voskepar el 15 de mayo. Anatoly Shabad, el encargado de dirigir la comisión, aseguró que los policías apresados volverían en breve a Armenia a la vez que las tropas soviéticas no continuarían con la aún no completada operación. En total unos cinco mil armenios estuvieron deportados en Getashen y Martunashen y unos 20 o 30 murieron.

## Consecuencias
El 4 de julio, Gorbachov declaró la zona como estabilizada. En gran parte la Operación Anillo, tanto el punto de vista estratégico y militar, «fue una gran medida abortiva» contra la aparición de los nacionalismos en la región. Aun así el desarme de las milicias no se completó a pesar de las presencia de las más modernas armas como los helicópteros Mil Mi-24. Otra consecuencia fue la imposibilidad de reconciliación de las etnias armenia y azerí, que «prácticamente excluye la posibilidad de una mayor convivencia entre ambos pueblos» dentro de las fronteras de Azerbaiyán, algo que provocó que más de 17 000 personas fuesen expulsadas de Shahumyan y sus aldeas por el simple hecho de ser armenios.
Gorbachov y otros altos funcionarios soviéticos siguieron manteniendo que la Operación Anillo fue totalmente necesaria para evitar que en la región se expandiera el caos y las milicias. Según Shabad, sin embargo, los objetivos de la operación eran poco prácticos y Gorbachov había sido engañado por la apariencia y circunstancias del enclave en ese momento. Se cree que Mutalibov (presidente del partido comunista de Azerbaiyán) había persuadido a Gorbachov de que había un ejército partisano de gran tamaño en la zona y que sus acciones conducirían a la secesión de territorios poblados por armenios en Azerbaiyán. También le habría dicho que eran bandidos y que tuvieron que ser liquidados. 
Armenia disputó ferozmente la legalidad de la operación y en el plazo de dos meses declaró su independencia (21 de septiembre) y su secesión de la Unión Soviética. Azerbaiyán hizo lo propio casi un mes antes (31 de agosto). Varios meses después se intensificó la lucha entre Azerbaiyán y Armenia, precipitándose en la guerra de Alto Karabaj.

## Adaptación de la operación a la cultura popular
En junio de 2006 la película Destino (en armenio: Tchakatagir; Ճակատագիր) fue estrenada en Ereván y Stepanakert. El guion fue escrito por Gor Vardanyan y cuenta una historia de ficción de los acontecimientos que giran alrededor de la Operación Anillo. Costó 3,8 millones de dólares, siendo la película más costosa del país hasta la actualidad y la primera película creada sobre la guerra de Alto Karabaj.